# Luis Gilberto Murillo
Luis Gilberto Murillo Urrutia (Andagoya, 1 de enero de 1967) es un ingeniero de minas, político y defensor de derechos humanos colombiano. 
Fue gobernador de Chocó (1998-1999; 2012), ministro de Medio Ambiente en el gobierno de Juan Manuel Santos (2016-2018), embajador de Colombia en Estados Unidos (2022-2024) y ministro de Relaciones Exteriores (2024-2025).

## Primeros años
Nació en Andagoya, Chocó, en 1967. Obtuvo una beca del Icetex para estudiar en Rusia. Entre 1984 y 1990 estudió en la Universidad Estatal de Prospección Geológica de Moscú y se graduó como ingeniero de Minas con maestría en Ciencias de la Ingeniería.

### Inicio de su carrera política
En 1993 regresó a Colombia, cuando el presidente César Gaviria, lo nombró director de la Corporación para el Desarrollo del Chocó (Codechocó). Después trabajó con Antanas Mockus, durante su alcaldía, en la que estuvo a cargo de la planeación y presupuesto del Departamento Administrativo del Medio Ambiente de Bogotá (DAMA) entre 1995 y 1997, así mismo fue su director encargado.

## Gobernación de Chocó (1998-1999)
En las elecciones regionales de 1997 fue elegido como gobernador del Chocó. Durante su gobierno se creó la Secretaría de Asuntos Étnicos y también abrió la Oficina de Desarrollo Ambiental de la región.
Fue destituido del cargo en enero de 1999 debido a que el Consejo de Estado encontró múltiples irregularidades en las actas electorales y repitió el escrutinio de estas, declarando ganador a Juan B. Hinestroza con 114 votos más que Murillo.
Durante su mandato fue condenado por delito de peculado por destinación oficial diferente porque invirtió cinco millones de pesos que le habían aprobado para un plan de saneamiento ambiental en zonas mineras, en la reparación de una escuela en Andagoya que se encontraba en mal estado; el delito desapareció con la reforma al código penal de 2001.

## Banco Mundial, BID y ONU
En el 2000 fue víctima de un secuestro por parte de grupos paramilitares que lo forzaron a abandonar el país y a refugiarse con su familia en Washington, Estados Unidos. Allí se vinculó a la Agencia de Cooperación Internacional Lutheran World Relief donde trabajó como analista de política internacional. Luego, ocupó el cargo de vicepresidente de Operaciones de Phelps Stokes, una fundación para el desarrollo de las comunidades latinoamericanas y africanas. Allí diseñó programas de liderazgo y desarrollo económico y social para la región.
Por esa época, cuando vivió en Estados Unidos, prestó sus servicios como revisor del Banco Mundial y consultor externo de la Agencia de los Estados Unidos para el Desarrollo Internacional (USAID). También formó parte del Banco Interamericano de Desarrollo (BID) y el Programa de las Naciones Unidas para el Desarrollo (PNUD).

## Gobernación de Chocó (2012)

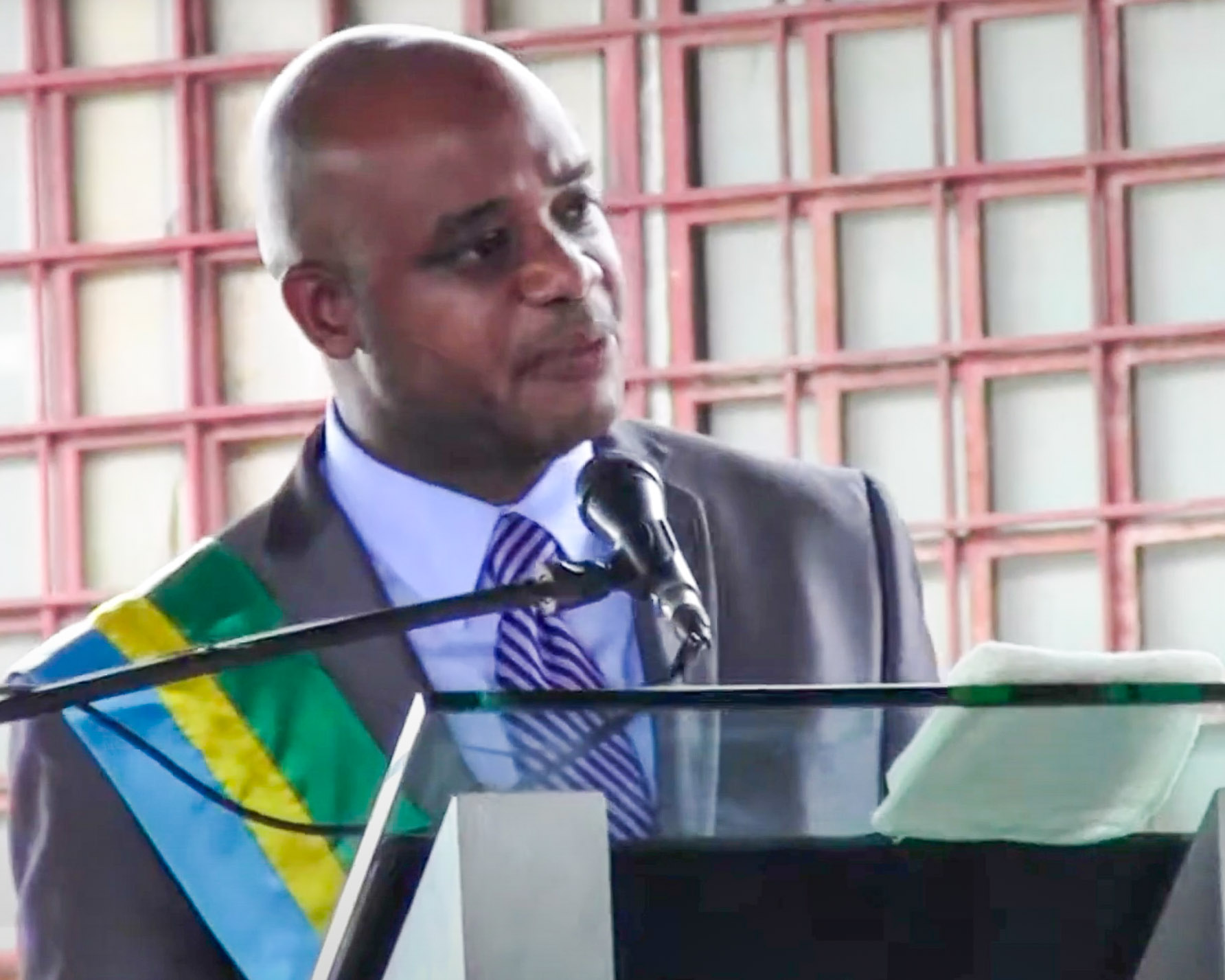
Murillo durante su discurso de posesión como gobernador en 2012

En las elecciones regionales de 2011, con el aval del Partido Cambio Radical, Murillo ganó por segunda vez las elecciones para gobernador de Chocó cuando se lanzó en alianza con la alcaldesa de Quibdó, Zulia Mena, obteniendo 52 000 votos.
A pesar de que la Procuraduría General había certificado que no estaba inhabilitado, su elección fue demandada ante el Consejo Nacional Electoral (CNE). Pese a que el CNE falló a su favor, la decisión fue demandada ante el Tribunal Contencioso Administrativo del Chocó y el Consejo de Estado lo suspendió.

## Gobierno de Santos
El 1 de noviembre de 2012, Murillo tuvo que abandonar la Gobernación y el presidente Juan Manuel Santos nombró como reemplazo temporal a Óscar Gamboa Zúñiga, director del Programa Presidencial para la Población Afrocolombiana.
En septiembre de 2014 Santos nombró a Murillo como coordinador del Plan Pacífico, el plan de choque del Gobierno para la crisis social, económica y de violencia en el Pacífico colombiano. Durante el cambio de ministros del presidente Santos en abril de 2016, Murillo fue nombrado Ministro de Medio Ambiente en reemplazo de Gabriel Vallejo.

### Tras el gobierno de Santos
En 2017 presentó su renuncia a Cambio Radical, luego de que este partido votara en contra de proyectos relacionados con la Jurisdicción Especial para la Paz.Posteriormente, en 2019, luego de que terminara el gobierno de Juan Manuel Santos, se convirtió en cofundador del partido Colombia Renaciente.

## Coalición Centro Esperanza
En 2021 ingresó con su partido a la Coalición Centro Esperanza pero se retiró de la misma en 2022 debido a que encontró obstáculos para participar como precandidato presidencial en la consulta de la coalición.
En marzo de 2022, Murillo aceptó la nominación de Sergio Fajardo como fórmula vicepresidencial tras que este resultara ganador de la consulta de la coalición para las elecciones presidenciales de 2022.
En las elecciones presidenciales la fórmula Fajardo-Murillo alcanzó la cuarta posición con el 4,2% de los votos.
Tras el paso del candidato Gustavo Petro a la segunda vuelta presidencial, Murillo le ofreció su respaldo y participó activamente en la campaña que llevó al triunfo de Petro sobre el candidato Rodolfo Hernández.

## Gobierno de Petro

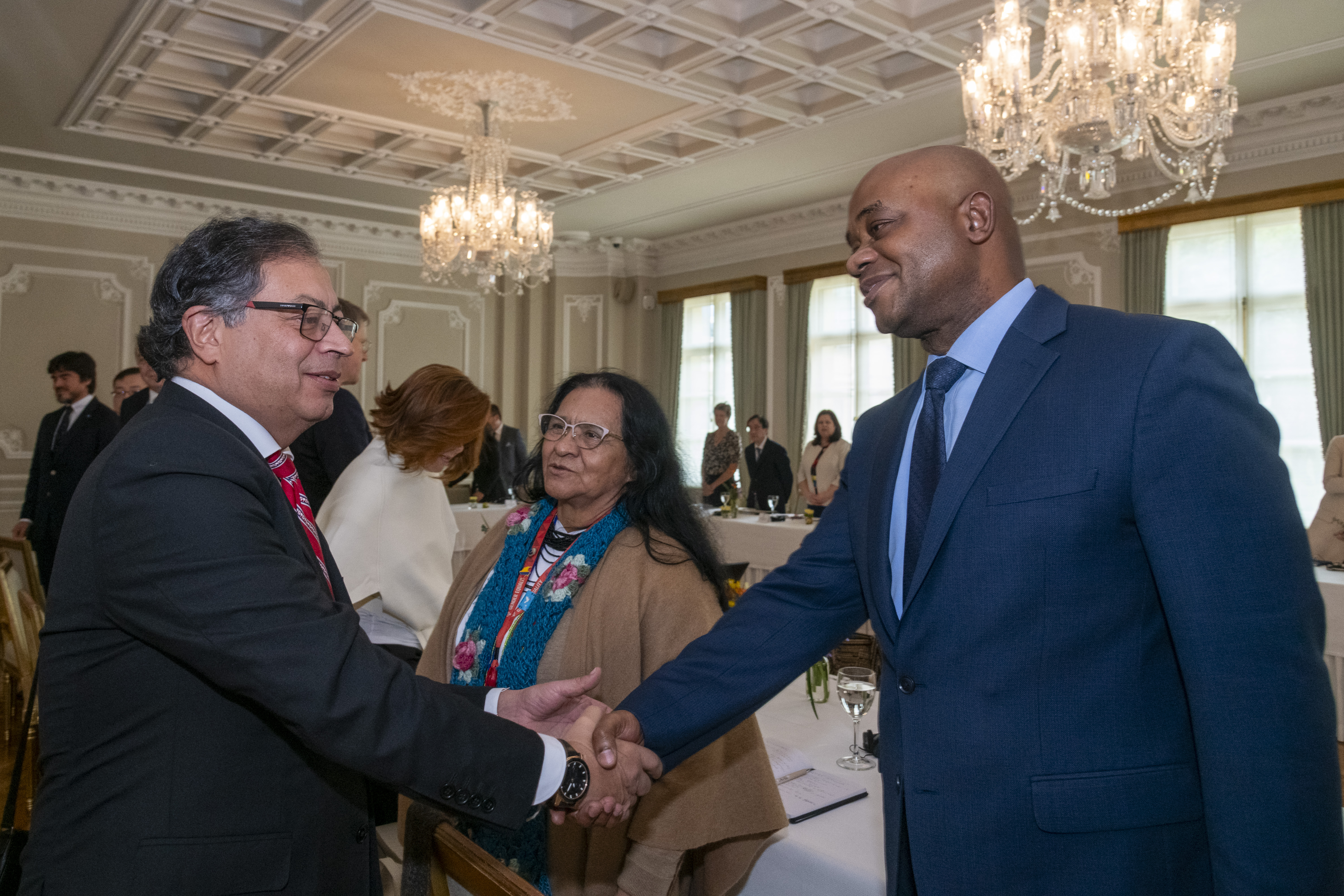
Murillo saludando al presidente Gustavo Petro

El 12 de julio de 2022 fue designado por el presidente electo Gustavo Petro como embajador de Colombia en Estados Unidos, para asumir dicho cargo tuvo que renunciar a su nacionalidad estadounidense. Asumió oficialmente el cargo el 8 de septiembre de 2022.
Se desempeñó como Ministro de Relaciones Exteriores desde el 15 de mayo de 2024 hasta el 31 de enero de 2025. Estuvo a cargo durante la suspensión de Álvaro Leyva y el 15 de mayo fue confirmado como Ministro oficial y asumió el cargo hasta el 29 de enero de 2025.

## Candidatura presidencial para 2026
En mayo de 2025 anunció en sus redes sociales su intención de ser candidato presidencial para las elecciones de 2026 como candidato independiente.